# Diocèse de Hilta

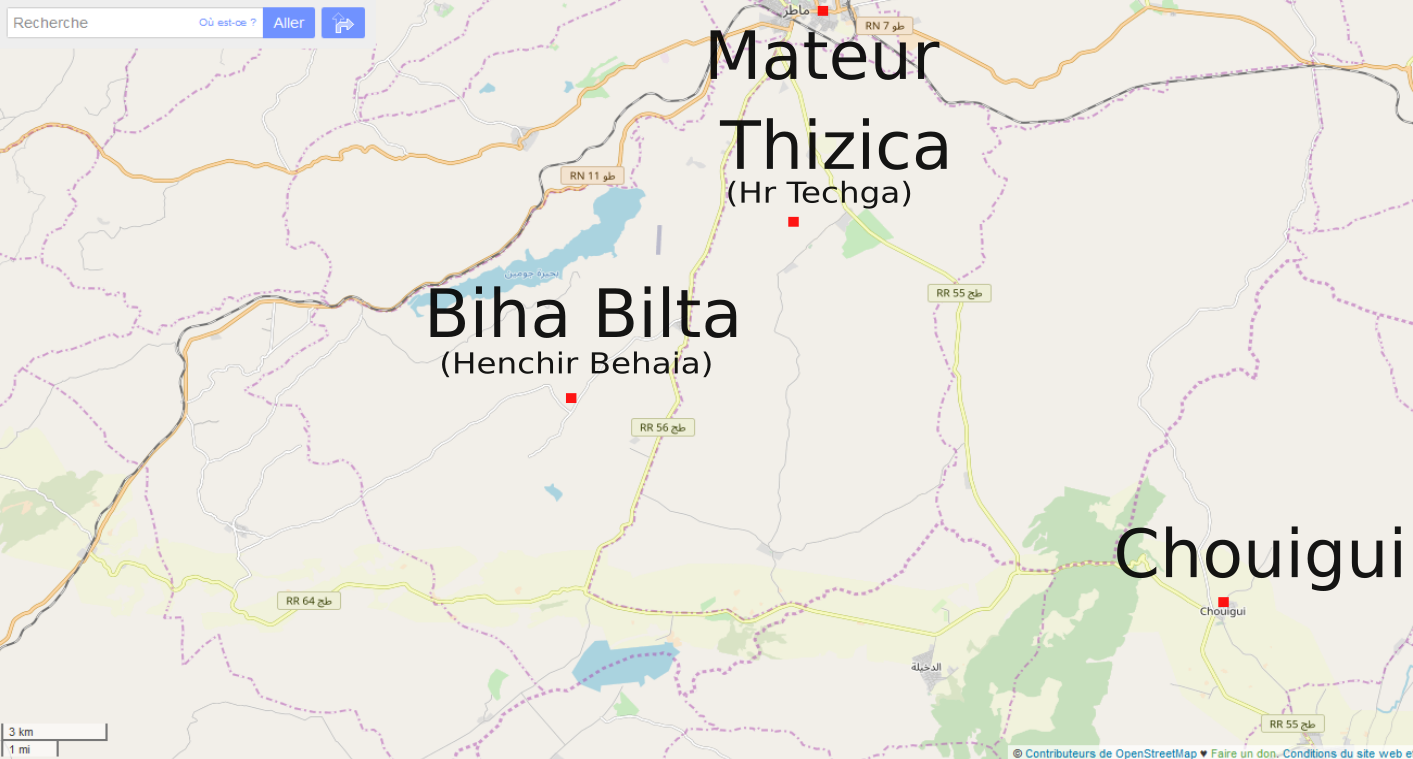

Le diocèse de Hilta (en latin : Dioecesis Hiltensis) est un siège épiscopal de l'Église catholique, anciennement territorial et aujourd'hui titulaire (in partibus), situé dans l'ancienne ville du même nom, Hilta (ou Biha Bilta,,,) qui se trouvait dans la province romaine de l'Afrique proconsulaire et qui se trouve depuis 1963 dans le nord de la Tunisie. Le diocèse était suffragant de l'archidiocèse de Carthage et a été supprimé par l'invasion islamique, puis a été rétabli en 1933 comme simple siège titulaire.

## Histoire
Au Ve siècle, la ville d'Hilta, située à l'époque dans la province romaine d'Afrique, était suffisamment importante pour devenir un évêché suffragant de l'archevêque métropolitain de Carthage. Hilta est alors devenue un siège épiscopal de la province romaine de l'Afrique proconsulaire, suffragant de l'archidiocèse de Carthage.
Il y a trois évêques connu de ce diocèse africain.
- Les participants à la conférence de Carthage de 411 comprenaient les évêques catholiques et les donatistes dont ceux de Hilta : l'évêque catholique Ilariano (ou Hilarianus) et l'évêque hérétique donatiste Victor. Le parti schismatique y fut fermement condamné.
- L'évêque Pariator prit part au concile de Carthage de 646 contre l'hérésie monothélite.

En 698, le diocèse s'est dissous sous l'invasion islamique : la ville de Hilta (ou Biha Bilta) a été renommée Henchir Behaia et réduite en ruine, l'emplacement de la cathédrale n'a pas été retrouvé. Il ne reste plus que quelques fermes agricoles de construction récente qui depuis 1962 sont situées dans le nord de la Tunisie.
Le diocèse a été officiellement rétabli en 1933 en tant qu'évêché titulaire catholique de Hilta (latin) / Ilta (curiate italien) / Hilten (sis) (adjectif latin).
Depuis, le diocèse d'Hilta est attribué en tant qu'évêché titulaire.

## Liste des évêques
- Ilariano † (mentionné en 411)
  - Victor † (mentionné en 411) (évêque donatiste)
- Pariatore † (mentionné en 646)

## Liste des évêques titulaires
| Evêques titulaires de Hilta |                                  |                                                             |                  | |
| Numéro                      | Nom                              | Siège                                                       | De               | À |
| 3                           | Norberto Forero y García         | Évêque auxiliaire de Nueva Pamplona † (Colombie)            | 7 juillet 1951   | 27 mai 1956, futur évêque de Santa Marta (Colombie) (27.05.1956 - 1971.06.02), retraité puis décédé en 1981 |
| 4                           | Napoléon-Alexandre Labrie CIM    | Évêque émérite de Golfe St-Laurent (Canada)                 | 7 décembre 1956  | 23 novembre 1970, démissionne, émérité, décédé en 1973; ancien évêque titulaire de Limata (de) (30.03.1938 - 22.12.1945) en tant que dernier vicaire apostolique de Golfe Saint-Laurent (Canada) (30.03.1938 - 24.11.1945), promu premier évêque de Golfe Saint-Laurent (maintenant Diocèse de Baie-Comeau) (24.11.1945 - 07.12.1956) |
| 5                           | Józef Kazimierz Kluz             | Evêque auxiliaire à Gdansk (Pologne)                        | 12 mai 1972      | 5 décembre 1982, décédé |
| 6                           | Rafael Eleuterio Rey (it)        | Evêque auxiliaire à Mendoza (Argentine)                     | 30 avril 1983    | 18 décembre 1991, nommé évêque de Zárate-Campana; futur évêque de Zárate-Campana (Argentine) (18.12.1991 - 03.02.2006, retraité) |
| 7                           | Thomas Nguyen Van Trâm           | Evêque auxiliaire à Xuân Lộc (Vietnam)                      | 6 mai 1992       | 22 novembre 2005, nommé évêque de Ba Ria; plus tard, premier évêque de Bà Rịa (Vietnam) (22.11.2005 - le 05.05.2017, retraité) |
| 8                           | Abdo Arbach BC                   | Exarque de l'église catholique grecque melkite en Argentine | 17 octobre 2006  | 11 novembre 2006, nommé évêque titulaire de Palmyre des melchites (de), en tant qu'exarque apostolique d'Argentine des Grecs-Melkites (17.10.2006 - 23.06.2012), futur archevêque métropolitain de Homs des Grecs-Melkites (Syrie) (23.06.2012 -. . . )                                                                               |
| 9                           | Christophe Zoa                   | Evêque auxiliaire à Yaoundé (Cameroun)                      | 30 novembre 2006 | 4 décembre 2008; futur évêque de Sangmélima (Cameroun) (04.12.2008 -. . . ) |
| 10                          | Gérald Cyprien Lacroix ISPX (it) | Évêque auxiliaire de Québec (Canada)                        | 7 avril 2009     | 22 février 2011, nommé archevêque de Québec, créé cardinal-prêtre de S. Giuseppe all'Aurelio (22.02.2014 -. . . ) |
| 11                          | John Francis Sherrington         | Évêque auxiliaire de Westminster (Angleterre, Royaume-Uni)  | 30 juin 2011     | 5 avril 2025, nommé archevêque de Liverpool |